# 懼裂
是2024年英美法合拍的讽刺肉體恐怖电影，由柯洛里·法吉特监制、导演、编剧，黛米·摩尔、瑪格麗特·庫利、丹尼斯·奎德主演。电影讲述过气女明星从黑市买来药剂，在药物作用下利用身体衍生出一个更加年轻的自己，结果要承担意想不到的副作用。
电影于2024年5月19日在第77屆坎城影展首映，入选争夺金棕榈奖的主竞赛单元，最终法尔雅凭借本片获得最佳劇本獎。电影于2024年9月20日在美国和英国院线上映，由MUBI发行，同年11月6日由在大都会电影出口公司法国发行。法尔雅的编剧及导演工作，摩尔、库利和奎德的表演，特效及假体化妆受到影评人广泛好评。电影全球票房超过7700万美元。

## 剧情
主演是好莱坞电影明星伊丽莎白·史巴克。50岁生日那天，她在一档长寿健美操电视节目的主持人工作被拿掉，制片人哈维说之所以拿掉，是因为她年纪太大了。开车回家路上，伊丽莎白發现工人正拆除她的广告，结果分了神，碰上车祸，但毫发无伤。在医院接受检查的时候，护士给了他一个隨身碟，里面装有宣传精华素“完美物质”（The Substance）的广告，声称可以打造“更年轻、更漂亮、更完美”的自己。思忖再三，伊丽莎白打电话订购了一套。之后她将里面的一次性精华素注射到体内，没过多久一个更年轻的她就从背脊钻出。
一旦使用“完美物质”，两副肉体就形成一种共生关系，伊丽莎白必须每七天在“母体”和“他体”之间转换意识，未啟動的肉体保持无意识状态。为了防止肉体急遽衰老，他体也必须每天注射从母体脊柱抽出的稳定液。没过多久，化名为苏的他体被哈维聘用，成为伊丽莎白的接班主持人。在节目的加持下，苏的事业如日中天，名气急剧攀升，最终被选为电视台跨年晚会的主持人。借助苏这副年轻的肉体，伊丽莎白无比自信，享尽荣华富贵；而一旦回到自己的肉体，伊丽莎白就变得没有安全感，开始过着隐居生活。
一夜情过后，伊丽莎白发现在苏的肉体内待超过七天，自己的身体就会快速老化。供应商表示老化现象不可逆，伊丽莎白必须严格按照日程切换，以防止身体继续老化。两副肉体的意识虽然保持统一，但人格逐渐走向分裂，两者很快就互相鄙视对方：伊丽莎白开始嫉妒苏的美貌及成就，不满苏经常打乱切换时间；苏则对伊丽莎白不断厌恶自己和暴饮暴食感到震惊。经历了伊丽莎白故意毁灭自己的事件，苏心烦意乱，决定不变回原来的自己，永远待在年轻的肉体里。
三个月后，跨年晚会转播当天，苏发现伊丽莎白的脊柱已经抽不出稳定液。供货商告诉她，想要补充稳定液，唯一方法是变回原来的自己。切换回来后，伊丽莎白发现自己的身体已经老化到不成人样，头发快掉光，还佝偻着身躯。伊丽莎白决心阻止苏过度抽取稳定液，把自己的身体搞坏，便订购终止剂，打算了结苏。然而伊丽莎白依旧对名气念念不忘，转念一想，就没有给苏注射终止剂，而是把苏复活了。这样一来，两副肉体同时啟動，共生关系就此打破。苏看到快被抽空的终止剂，知道了伊丽莎白的真实意图，愤怒中杀死了伊丽莎白，之后若无其事地前去主持晚会。
没有伊丽莎白，苏的肉体开始迅速恶化。惊恐中，苏赶回家，想用剩下的啟動剂打造新的自己，不顾供应商的禁令，创造出融合了两副肉体的“怪物伊丽莎苏”（Monstro Elisasue）。伊丽莎苏穿上服装，戴上临时做的伊丽莎白面具，来到转播现场。就在她向观众说话的时候，面具掉了下来，露出恐怖的面容，引发现场一片混乱。一名男子砍掉了伊丽莎苏的头，让伊丽莎苏的残肢喷涌出大量鲜血，喷得到处都是。伊丽莎苏离开演播室后，肉体彻底瓦解，留下伊丽莎白的脸。伊丽莎白的脸爬到好萊塢星光大道，停在自己的星星上面。她看着天上的星星，笑了起来，之后逐渐溶解，留下的血在隔天被洗地机擦干净。

## 演员

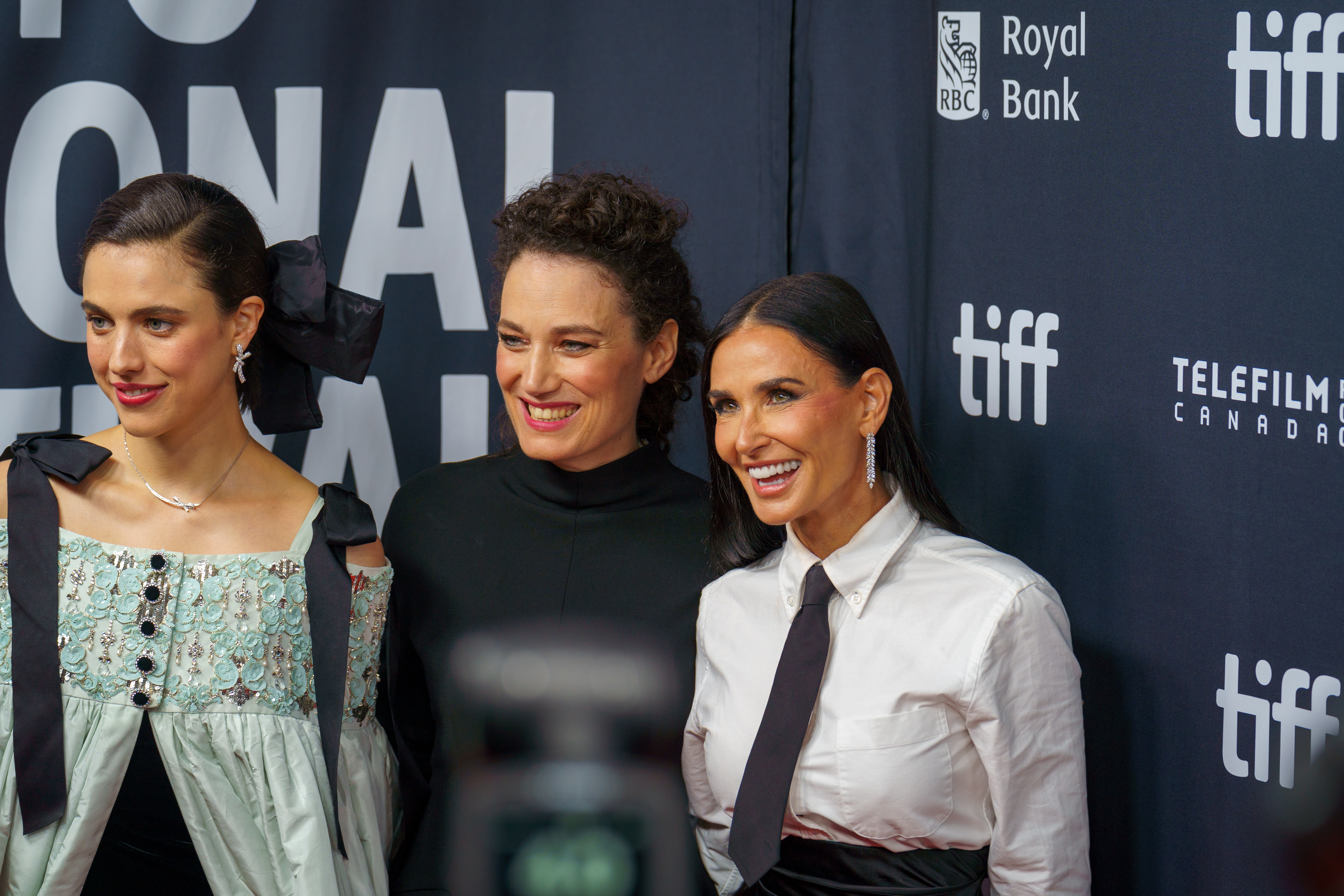
主创亮相2024年多伦多国际电影节，从左到右分别为瑪格麗特·庫利、柯洛里·法吉特和黛米·摩尔

- 黛米·摩尔 饰 伊丽莎白·史巴克（Elisabeth Sparkle）
- 瑪格麗特·庫利 饰 苏（Sue）
- 丹尼斯·奎德 饰 哈维（Harvey）
- 爱德华·汉密尔顿·克拉克（Edward Hamilton Clark）饰 弗雷德（Fred）
- 戈尔·艾布拉姆斯（Gore Abrams）饰 奥利弗（Oliver）
- 克里斯蒂安·埃里克松（英语：Christian Erickson） 饰 餐厅里的男人
- 罗宾·格里尔（Robin Greer）饰 男护士
- 汤姆·莫顿（Tom Morton）饰 医生
- 雨果·迭戈·加西亚（英语：Hugo Diego Garcia） 饰 迭戈（Diego）
- 菲利普·舒勒（Phillip Schurer）饰 尖叫的男人
- 约瑟夫·巴尔德拉玛（英语：Joseph Balderrama） 饰 克雷格·西尔弗（Craig Silver）
- 扬·比恩（Yann Bean）饰 “完美物质”供货商（配音）

## 制作
2022年1月，宣布黛米·摩尔和瑪格麗特·庫利将出演该影片，由Working Title Films制作，环球影业负责发行。柯洛里·法吉特将担任导演，与Working Title的联合主席艾瑞克·費納和蒂姆·貝文共同担任制片人。同年，法吉特在巴黎创建的工作室铁匠影业（Blacksmith）也参与联合制作。2022年2月，宣布雷·利奥塔加入演员阵容。然而，利奥塔于2022年5月去世，随后法吉特将他的角色重选为由丹尼斯·奎德出演。
主体拍摄历时108天，于2022年10月正式完成。影片全程在法国拍摄，室内戏在巴黎地区的摄影棚内完成，外景戏则在蔚藍海岸拍摄，伪装成洛杉矶的场景。由于影片需要大量现场特效以及较长的拍摄周期，法国被选为拍摄地点，部分原因还有其税收抵扣政策。在拍摄初期，外景拍摄时的工作人员仅8人，而拍摄现场特效时的工作人员则多达200人。
法吉特称采用過“实验室拍摄”方式拍摄影片，即在完成与演员的拍摄后，她与缩减后的摄制组又花了一个月的时间拍摄细节镜头和补拍镜头，如背部裂开的画面或注射的场景。

### 假肢与化妆特效
法吉特选择主要依靠现场特效。最终影片的70-80%都是现场特效，她拒绝使用更便宜的数字特效。法吉特认为，现场特效对于传达暴力主题至关重要。
影片的假肢和化妆特效由皮埃爾·奧利維耶·佩爾森（Pierre-Olivier Persin）及其公司Pop FX设计。佩爾森为该项目投入了超过一年的时间。其他几家公司的设计因过于男性化而被拒绝，随后他被聘请参与这部电影。佩爾森的设计独特之处在于，他融入了女性的柔美感，而不是设计成“专供男人的橡胶怪物”。
佩爾森为伊丽莎白的转变过程设计了假肢，这个过程分为五个阶段，最初从一根枯萎的“手指”（The Finger）开始。接下来的阶段是更加老化的外貌，称为“安魂曲”（Requiem，受《迷上癮》启发），随后是驼背松弛的“咕嚕”（Gollum），高潮阶段的“怪物伊丽莎苏”（Monstro Elisasue），最后是“葛雷姆林”（Gremlin）。法吉特刻意避免让这些效果看起来过于真实，而是旨在透過角色的恐懼和憤怒來塑造老化過程的變形表現。
苏的诞生场景结合了复杂的硅胶人偶、替身用的假肢以及在黛米·摩尔身上的化妆完成。整个诞生过程的镜头几乎全部使用现场特效，除了瞳孔分裂的特写镜头。
在裸露镜头中，瑪格麗特·庫利戴上了义乳，以表现理想化的美丽形象，让人联想到《谁陷害了兔子罗杰》中的兔子杰西卡。庫利幽默地解释了这个过程：“可惜没有什么魔法丰胸药，所以我们只能把那些假胸粘上去……[它赋予了]我一生中从未拥有过的傲人身材。”
对于涉及局部假肢的场景，特别是从伊丽莎白·史巴克的枯萎手指开始的部分，特效团队特别小心，避免让假肢显得比未受影響的手指更粗。为了达到无缝的效果，不增加过多体积，团队制作了非常薄的假肢。在测试过程中，初版看起来过大且笨拙，促使佩爾森暂停了所有其他假肢的开发，团队重新基于这根手指调整了他们的设计。最终，所有假肢被重新设计了两次。
佩戴假肢消耗时间因角色复杂度不同而异，最短可达45分钟，最长可达7小时，有时只留下1-2个小时的拍摄时间。

#### 设计“怪物伊丽莎苏”
“怪物伊丽莎苏”的头部设计有点像女性象人 [...] 这是法吉特的要求，她希望融合大卫·林奇电影《象人》中的感性。我们花了大量时间设计“怪物”，包括乳房的位置，确保每个元素平衡。她是否足够肥胖？应该有多少乳房？也许我们应该加个下颚。或许我们还可以[加入脊椎]，因为影片从一开始就有很多脊椎的元素。——皮埃爾·奧利維耶·佩爾森
影片高潮中出现的“怪物伊丽莎苏”（伊丽莎白/苏的混合生物）设计过程花了佩爾森及其团队将近一个月的时间，才将两个角色融合在一起。法吉特一直设想影片的结尾要有一个怪物，她称其为“男性期望的畢卡索式形象”。
佩爾森的设计灵感来自法国雕塑家妮基·桑法勒，她以充满活力、曲线优美的女性形象，尤其是舞者的形象著称。艺术家费尔南多·博特罗的雕塑作品也成为了参考，他的作品常表现夸张比例的女性形象。此外，大衛·柯能堡的电影《變蠅人》也影响了设计。
在前期制作时，佩爾森对庫利穿上怪物服装表示担忧，因为她只能透过假肢露出一只眼睛。然而，法吉特坚持让庫利穿上怪物服进行特写镜头的拍摄，认为她的表演十分重要。佩爾森后来承认，庫利的存在和表演对最终影片的效果起到了至关重要的作用。
庫利后来形容穿上假肢是种“折磨”，她说：“我的假肢艺术家团队真的太棒了，他们帮我穿上、脱下假肢，在我快要崩溃的时候让我笑了几次。”“我的问题是我必须在穿着怪物服的时候哭泣。到某个时刻，你就像在游泳一样——假肢里有一层泪水和鼻涕，他们就要重新粘合起来。”庫利的假肢需要6个小时的时间来佩戴，整个过程分八天拍摄。她的服装还设计了类似赛车手使用的冷凍背心。
法吉特亲自穿上“怪物”服装，拍摄从怪物视角喷血的镜头。她没有使用头戴装置，而是穿着服装手持相机拍摄，她的手臂位于血液装置内。
影片高潮共用了五个头部（包括一个可以裂开并“生出”带有脐带的乳房的特殊头部），两个全身服装、两个局部服装以及一个摩尔头部的模型。除了摩尔的尖叫脸部是透过数字特效实现的，其余服装效果全部为现场特效。
在怪物喷血的场景中，特效团队使用了3万加仑的假血和一根消防水龙。由於這套衣服缺乏機動性，第一次測試血液装置的时候，特技演員只得坐上推车，沿著電影結尾處血液浸透的长廊向後滾動。高潮场景中，观众被血液喷洒的镜头是一遍完成的。
由于不断喷洒的血液，乳胶服装很快被浸透并变成了粉红色。每一天之后，服装都需要重新上色、缝合和晾干。为了保持清洁和卫生，工作人员每晚都会在服装内喷洒伏特加。

#### 镜子场景
伊丽莎白·史巴克对着镜子卸妆的场景拍摄到11次以后，化妆师斯蒂芬妮·吉永（Stéphanie Guillon）阻止了她，以防止皮肤出现发红。她说：“我拿起卸妆棉，把所有东西都擦掉，然后说，‘一切都卸干净了，结束了。你已经拍了11次，不能再拍了，不然明天她的脸会变红。’通常你不会这么做！但这对她的皮肤来说太过刺激了。”

## 音乐
电影配乐由英国制作人、作曲家拉弗蒂负责。伊特·珍歌曲〈At Last〉、DJ Endor的〈Pump It Up!〉、安娜·冯·豪斯沃尔夫的〈Ugly and Vengeful〉，伯纳德·赫尔曼创作的《迷魂記》主题音乐、理查德·施特劳斯的交响诗〈查拉圖斯特拉如是說〉（曾出现在斯坦利·库布里克的电影《2001太空漫遊》中）也出现在电影中。

## 发行
电影入选第77屆坎城影展主竞赛单元，争夺金棕榈奖，2024年5月19日全球首映，映后获得全场起立致敬。
Working Title母公司环球影业原本签下发行合同，后来退出，但在电影的演职员表中保持版权持有方的名号。多位消息人士告诉《荷里活報道》，环球影业“对电影发行前景表示担忧”。戛纳首映前，MUBI以1250万美元买下电影全球发行权，计划在北美、英国、爱尔兰、德国、奥地利、拉丁美洲及比荷卢地区院线发行，同时持有土耳其和印度的版权，MUBI子公司火柴厂（The Match Factory）负责全球销售工作。2024年9月20日，电影在美国、英国、拉美、德国、加拿大和荷兰院线上映。大都会电影出口从火柴厂手中买下法国地区发行权，定档2024年11月6日上映。

## 反响

### 票房
电影北美票房累计1758万美元，海外票房累计5973万美元，全球票房共计約7730万美元。
北美方面，电影与《變形金剛初始篇》和《绝不放手》同日上映，首周末从1949家影院进账票房约300万美元。首日票房130万美元，其中周三及周四点映票房51.2万美元。首周末票房报收320万美元，位列票房第六位。次周末票房跌至180万美元，同比下降39%。

### 专业评价
根据評論匯總网站爛番茄汇总的300篇评论文章，91%的评论家给予该作正面评价，平均打分为8.2分（满分10分）。该网站总结的评论家共识是“《某种物质》粗俗之余显得大胆，巧妙又不乏小心机，可能是黛米·摩尔最耀眼的时刻，是编剧兼导演柯洛里·法吉特一部令人惊叹的杰作。”在Metacritic上，57位影評人共給予了78分的分數（滿分100分），這部電影獲得了「普遍好評」。影院评分观众评分B（评级从A+到F），PostTrak给出80%的总体好评（平均得分4/5星），观众推荐度75%。
《卫报》的彼得·布拉德肖给出四星评价，认为电影是“一部欢快、愚蠢且极其放纵的奇异肉体恐怖喜剧”。IndieWire的大卫·埃利希（David Ehrlich）给出A的评分，称电影“史诗”，是“一部大胆的肉体恐怖杰作......肉眼可见的经典”，也是“今年最令人作呕的戏剧娱乐体验”。英国广播公司的尼古拉斯·巴伯（Nicholas Barber）给出4/5星评价，同时特别评价摩尔的表现：“黛米·摩尔在扮演几十年来最出色的大银幕角色时，毫不畏惧地戏仿她的公众形象。”Time Out的菲尔·德塞姆林（Phil de Semlyen）给出5星好评，称“摩尔将这一切融合在一起，完全模仿伊莎贝尔·阿佳妮的《著魔》，用毫无虚荣的表演展现出受伤的自尊、逐渐到来的恐惧和脆弱。”
《綜藝》的歐文·格萊伯曼赞扬导演柯洛里·法吉特模仿斯坦利·库布里克剝削電影风格，以奇怪而有趣，怪诞得带有宣泄情绪的方式融合了《化身博士》和《艳舞女郎》。《Vogue》杂志的拉迪卡·塞斯（Radhika Seth）认为电影是一部大胆的作品，“迄今为止十字大道首映电影中最激动人心的一部”，是法尔雅“目前最有可能获得金棕榈奖的作品”。Deadline Hollywood的达蒙·魏斯（Damon Wise）认为电影“一部狂乱、梦幻般的恐怖惊悚片，以血、肠道和其他无法定义内脏的疯狂交响曲收尾”。西班牙《国家报》的哈维尔·奥卡尼亚认为电影“并没有出色”，部分原因在与“法尔雅不太擅长隐晦表达”，以及“前45分钟看起来像是約翰·法蘭克海默（更为优秀）的《第二生命》的秘密翻拍”。

### 主题
《卫报》的温迪·艾德（Wendy Ide）赞扬《某种物质》以女性主义观点展现年长女性的现况，并指出过往以女性为主角的恐怖片以月经和分娩为主题，如《凶靈》和《魔鬼怪嬰》。温迪认为《某种物质》恰恰相反，“不仅从女性的角度看待女性身体，而且还指出，一旦生育能力逐渐丧失，事情就会开始变得混乱”。《纽约时报》影评人艾丽莎·威尔金森（Alissa Wilkinson）认为电影采用带有讽刺的夸张摄影角度和镜头，以一种“让人感觉像在看色情片”的方式描绘女性角色：
总的来说，《某种物质》最出彩的地方，在于它不仅提醒我们女性美丽的荒谬标准和名人的破坏力，而且还让我们反省自己。电影最尖锐的批评不是针对身体，而是针对我们培养自己看待女性身体的方式，以及这种方式对我们自身的影响。变老、出名、受人关注、有人爱、被更年轻、更火辣的人俘获芳心，这一切都在电影里讲了。没有什么比镜子更能提醒你这些东西的隐藏真相了。
有影评人认为电影与奥斯卡·王尔德的小说《道林·格雷的画像》有相似之处。

### 荣誉
| 奖项                 | 日期          | 类別                | 人物          | 结果 | 参考          |
| -------------------- | ------------- | ------------------- | ------------- | ---- | ------------- |
| 戛纳电影节           | 2024年5月25日 | 金棕榈奖            | 柯洛里·法吉特 | 提名 | [ 65 ]        |
| 戛纳电影节           | 2024年5月25日 | 最佳劇本獎          | 柯洛里·法吉特 | 獲獎 | [ 66 ] [ 67 ] |
| 漢普頓國際電影節     | 2024年10月5日 | 演藝事業成就獎      | 黛米·摩尔     | 榮譽 | [ 68 ]        |
| 米什科尔茨国际电影节 | 2024年9月14日 | 艾默利·普萊斯柏格獎 | 《懼裂》      | 提名 | [ 69 ]        |
| 多倫多國際電影節     | 2024年9月15日 | 人民選擇獎-午夜瘋狂 | 《懼裂》      | 獲獎 | [ 70 ]        |